# Ungod (album, Morgoth)
Ungod je čtvrté studiové album německé death metalové kapely Morgoth vydané roku 2015 společností Century Media Records. Album nenavazuje na poslední LP Feel Sorry for the Fanatic z roku 1996, které se žánrově vymykalo, je blíže předchozím deskám Cursed a Odium. Vokály nenazpíval dlouholetý zpěvák kapely Marc Grewe, ale Karsten Jäger z Disbelief.
Autorem obalu je řecký grafik Seth Siro Anton. Ke skladbě Voice of Slumber vznikl videoklip.

## Seznam skladeb
1. "House of Blood" - 2:24
2. "Voice of Slumber" - 4:52
3. "Snakestate" - 4:45
4. "Black Enemy" - 3:45
5. "Descent into Hell" - 3:28
6. "Ungod" - 6:13
7. "Nemesis" - 4:20
8. "God Is Evil" - 3:57
9. "Traitor" - 3:58
10. "Prison in Flesh" - 3:31
11. "The Dark Sleep" - 5:00 (instrumentální)
12. "Die As Deceiver" - 3:51
13. "Battalions Of Strangers" - 4:27

## Sestava
- Karsten Jäger - vokály
- Harold Busse - kytara
- Sebastian Swart - kytara
- Sotirios Kelekidis - basová kytara
- Marc Reign - bicí